# Wild Is the Wind (nummer)
Wild Is the Wind is een nummer geschreven door Dmitri Tjomkin en Ned Washington. Het nummer werd oorspronkelijk opgenomen door Johnny Mathis voor de film Wild Is the Wind uit 1957. Het nummer was erg populair en werd genomineerd voor een Oscar voor beste originele nummer; Mathis zong het nummer tijdens de Oscaruitreikingen van 1958. De Mathis-versie van het nummer werd ook uitgebracht op single in 1957 en bereikte de 22e plaats in de Billboard Hot 100.

## David Bowie-versie
De Britse muzikant David Bowie nam "Wild Is the Wind" op voor zijn album Station to Station uit 1976. Bowie werd geïnspireerd door de versie van Nina Simone, die het nummer tweemaal opnam voor haar albums Nina Simone at Town Hall uit 1959 en Wild Is the Wind uit 1966. Bowie ontmoette haar in Los Angeles in 1975 en was een bewonderaar van Simones stijl.
In november 1981 werd Bowie's versie uitgebracht op single ter promotie van zijn nieuwe verzamelalbum Changestwobowie en bereikte de 24e plaats in het Verenigd Koninkrijk.

### Tracklist
1. "Wild Is the Wind" (Ned Washington/Dmitri Tjomkin) - 5:58
2. "Golden Years" (Bowie) - 3:22

### Muzikanten
- David Bowie: zang, akoestische gitaar
- Carlos Alomar, Earl Slick: elektrische gitaar
- George Murray: basgitaar
- Dennis Davis: drums

### NPO Radio 2 Top 2000
| Nummer met noteringen in de NPO Radio 2 Top 2000 | '16  | '17 | '18 | '19 | '20 | '21 | '22 | '23 | '24  |
| ------------------------------------------------ | ---- | --- | --- | --- | --- | --- | --- | --- | ---- |
| Wild Is the Wind                                 | 1632 | 629 | 834 | 875 | 864 | 867 | 950 | 904 | 1103 |

1. ↑  Een vetgedrukt getal geeft de hoogste notering aan.
2. ↑  2016 was het eerste jaar met een notering voor dit nummer.

## Overige versies
- Shirley Horn (1961 en 1992 op het album Here's to Life)
- Nancy Wilson (1963 op het album Hollywood – My Way)
- Nina Simone (1966 op het album Wild Is the Wind)
- Clan of Xymox (1994 op het album Headclouds)
- Fatal Shore (1997 op het album Fatal Shore)
- Rialto (1998 op het album Dream Another Dream)
- George Michael (1999 op het album Songs from the Last Century)
- Cat Power (2000 op het album The Covers Record, liveversie in 2006)
- Randy Crawford (2001 op het album Permanent)
- Storm Gordon (2001 op het album Radio Wonderlust Vol. 1)
- Billy Mackenzie (2001 op de EP Wild Is the Wind en 2005 op het album Transmission Impossible, allebei postuum)
- Barbra Streisand (2003 op het album The Movie Album)
- Amel Larrieux (2007 op het album Lovely Standards)
- Bat for Lashes (2010 op de B-kant van de single "Howl!")
- Esperanza Spalding (2010 op het album Chamber Music Society)
- Shirley Bassey (2014 op het album Hello Like Before)
- Joanne Shaw Taylor (2016 op het album Wind)
- Rosemary Standley (2016 op het album A Queen of Hearts)